# Fritz Schultz-Grunow
Fritz Schultz-Grunow (* 7. Oktober 1906 in München; † 7. November 1987 in Aachen) war ein deutscher Maschinenbauingenieur und Hochschullehrer. Von 1941 bis 1975 leitete er das Institut für Allgemeine Mechanik an der RWTH Aachen.

## Leben und Wirken
Fritz Schultz-Grunow war der Sohn des Kommerzienrates und Konsuls der Republik Mexico Reinhold Schultz und Elisabeth Schultz. Nach dem Abitur an der Oberrealschule zu Konstanz absolvierte er ein Maschinenbau-Studium an der ETH Zürich und war anschließend in der Industrie als Entwicklungsingenieur bei der Firma Escher-Wyss in Zürich tätig. Nach seiner Promotion im Jahr 1933 an der ETH Zürich wirkte er von 1934 bis 1935 bei Henschel & Sohn in Kassel und 1935 bis 1941 als Assistent und Mitarbeiter von Ludwig Prandtl an der Aerodynamischen Versuchsanstalt der Kaiser-Wilhelm-Gesellschaft in Göttingen, wo er sich 1939 habilitierte. 1941 folgte er einem Ruf auf den Lehrstuhl für Mechanik der TH Aachen und leitete dort bis zu seiner Emeritierung im Jahr 1975 das Institut für Allgemeine Mechanik.
Die vielfältigen Arbeitsgebiete von Schultz-Grunow lagen zunächst in den Bereichen der Schalentheorie, Grenzschicht- und Turbulenzproblemen sowie der Gasdynamik mit Arbeiten zur Entwicklung von Luftfahrtantrieben und auch der Rheologie mit Untersuchungen des Verhaltens hochzäher Kunststoffschmelzen. Er wandte sich in den 1950er Jahren verstärkt der Untersuchung von Strömungs-, Transport- und Reaktionsprozessen in Gasen hoher Temperatur zu, d. h. Phänomenen, die in der Luft- und Raumfahrt, der Hochtemperaturverfahrenstechnik, und der Energietechnik von Bedeutung sind. Im Rahmen des Ausbaus seines Aachener Instituts wurde 1971 ein Stoßwellenlaboratorium errichtet, in dem erste Untersuchungen der mechanischen und thermischen Belastung orbitaler Flugkörper und des Space Shuttle durchgeführt wurden. Aufgrund dieser Arbeiten wurde ihm in den 1960er-Jahren die wissenschaftliche Leitung des Ernst-Mach-Instituts in Freiburg übertragen.
Schultz-Grunow heiratete 1943 Ingeborg Cadenbach (1920–1990), Enkelin von Victor Weidtman, Tochter des Richters Hugo Cadenbach und Schwester des Bankiers Hugo Cadenbach. Mit ihr hatte er drei Kinder. Schultz-Grunow war seit 1962 Mitglied im Club Aachener Casino. Er gehörte auch dem Verein Deutscher Ingenieure (VDI) mit der Mitgliedsnummer 35291 an.
Schultz-Grunow starb 1987 und erhielt seine letzte Ruhestätte im Familiengrab auf dem Aachener Waldfriedhof.

## Ehrungen
Fritz Schultz-Grunow wurde 1976 zum Ehrensenator der RWTH Aachen ernannt. 1977 verlieh ihm die Universität Stuttgart die Ehrendoktorwürde (Dr. Ing. E.h.); „in Anerkennung seiner großen Verdienste um die Weiterentwicklung der Elastizitätstheorie, Rheologie und Strömungsmechanik und deren erfolgreiche Anwendung im Ingenieurwesen“. Er war Fellow des American Institute of Aeronautics and Astronautics, Mitglied in der New York Academy of Sciences, Träger des Ludwig-Prandtl-Ringes (1979) und des Bundesverdienstkreuzes 1. Klasse.

## Schriften (Auswahl)
- Einführung in die Festigkeitslehre, Werner Verlag, Düsseldorf-Lohausen 1949
- Theoretische und experimentelle Beiträge zur Grenzschichtströmung, VS Verlag für Sozialwissenschaften, Wiesbaden 1959, ISBN 978-3-663-03755-2
- Zündung kondensierter Oberflächen zusammen mit Ching Ming Chang, Westdeutscher Verlag, Köln 1969